# Dimitri Djollo
Dimitri Djollo (Nieuwegein, 5 mei 1988) is een Nederlands voormalig voetballer van TOP Oss. Hij speelt als aanvaller. Tegenwoordig is Djollo actief bij SV Geinoord welke in de Eerste Klasse speelt.
Hij debuteerde op 17 augustus 2007 in de wedstrijd FC Dordrecht - TOP Oss (1-1). In zijn jeugd speelde hij bij SV Geinoord uit Nieuwegein.

## Statistieken
| Seizoen                                               | Club    | Competitie     | Wedstrijden | Doelpunten |
| ----------------------------------------------------- | ------- | -------------- | ----------- | ---------- |
| 2007/08                                               | TOP Oss | Eerste divisie | 12          | 0          |
| 2008/09                                               | TOP Oss | Eerste divisie | 7           | 1          |
| Totaal                                                | Totaal  | Totaal         | 19          | 1          |
| Tabel voor het laatst bijgewerkt op 19 december 2008. |         |                |             |            |